# Leptoomidae
Leptoomidae (лат.) — семейство ископаемых мелких наездников из надсемейства хальцид (Chalcidoidea). 2 рода и 3 вида. Обнаружены в эоценовых балтийском и ровенском янтарях.

## Описание
Мелкие перепончатокрылые насекомые (около 3 мм). Усики 12 или 13-члениковые с 3-сегментной булавой. Мезоскутум с нотаулярными бороздами по всей длине. Средние голени с 1—2 рядами вершинных шипиков, а средние тазики с шиповидными волосками по обоим вентральным краям. Семейство Leptoomidae отличается от других семейств Chalcidoidea сильно увеличенным акроплевроном. У видов Leptoomidae препектус в передней части округлый или угловатый и простирается до заднебокового края переднеспинки или немного превышает его, при этом дорсальный препектальный край пересекает основание тегулы отчетливо перед задним краем препектуса и образует с ним почти прямой угол, а задний край усечен по переднему краю акроплевра. Такое строение препекта сходно с таковым у Tanaostigmatidae и Cynipencyrtidae, за исключением того, что у Tanaostigmatidae препектус удлинен кпереди от переднеспинки, а у Cynipencyrtidae — внутрь от латеральной поверхности переднеспинки. Различия в строении препекта также указывают на то, что переднеудлиненный мезоскутальный отросток, расположенный внутри пронотума у Encyrtidae, конвергентен с таковым у Cynipencyrtidae, а сходство формы препекта у Encyrtidae, Eopelma Gibson и Neanastatus Girault может функционально коррелировать с передним удлинением мезоскутального отростка.

## Систематика
В семейство включают 2 ископаемых рода из балтийского янтаря, один ранее включаемый в состав семейства Tanaostigmatidae и один из Eupelmidae. Семейство было впервые описано в 2023 году канадским гименоптерологом Гари Гибсоном (Canadian National Collection of Insects; Оттава; Канада) и румынским энтомологом Lucian Fusu (l. I. Cuza University; Faculty of Biology; Iasi; Румыния).
- † Leptoomus Gibson, 2008 (из Tanaostigmatidae)
  - † Leptoomus janzeni Gibson, 2008 — эоцен, балтийский янтарь[2], ровенский янтарь[3]
- † Neanaperiallus Gibson, 2009 (из Eupelmidae)
  - † Neanaperiallus defunctus Fusu, 2023 — балтийский янтарь
  - † Neanaperiallus masneri Gibson, 2009 — балтийский янтарь[4]